# Klemensów (stacja kolejowa)
Klemensów – kolejowa stacja towarowa na terenie wsi Niedzieliska-Kolonia w gminie Szczebrzeszyn, w województwie lubelskim, w Polsce.